# Alexander López
Pour les articles homonymes, voir López.
Alexander López est un footballeur international hondurien né le 5 juin 1992 à Tegucigalpa. Il joue au poste de milieu offensif à l'Olancho FC.

## Biographie
Le 6 août 2013, il signe avec le Dynamo de Houston.

## Palmarès
- Champion du Honduras : Apertura 2011, Clausura 2012, Apertura 2012, Clausura 2013
- Coupe UNCAF des nations : 2011